# Blowing Point
Blowing Point è un villaggio e distretto dell'isola di Anguilla, situato sulla costa meridionale.